# Phairichneumon orbitalis
Phairichneumon orbitalis là một loài tò vò trong họ Ichneumonidae.